# Parapantism

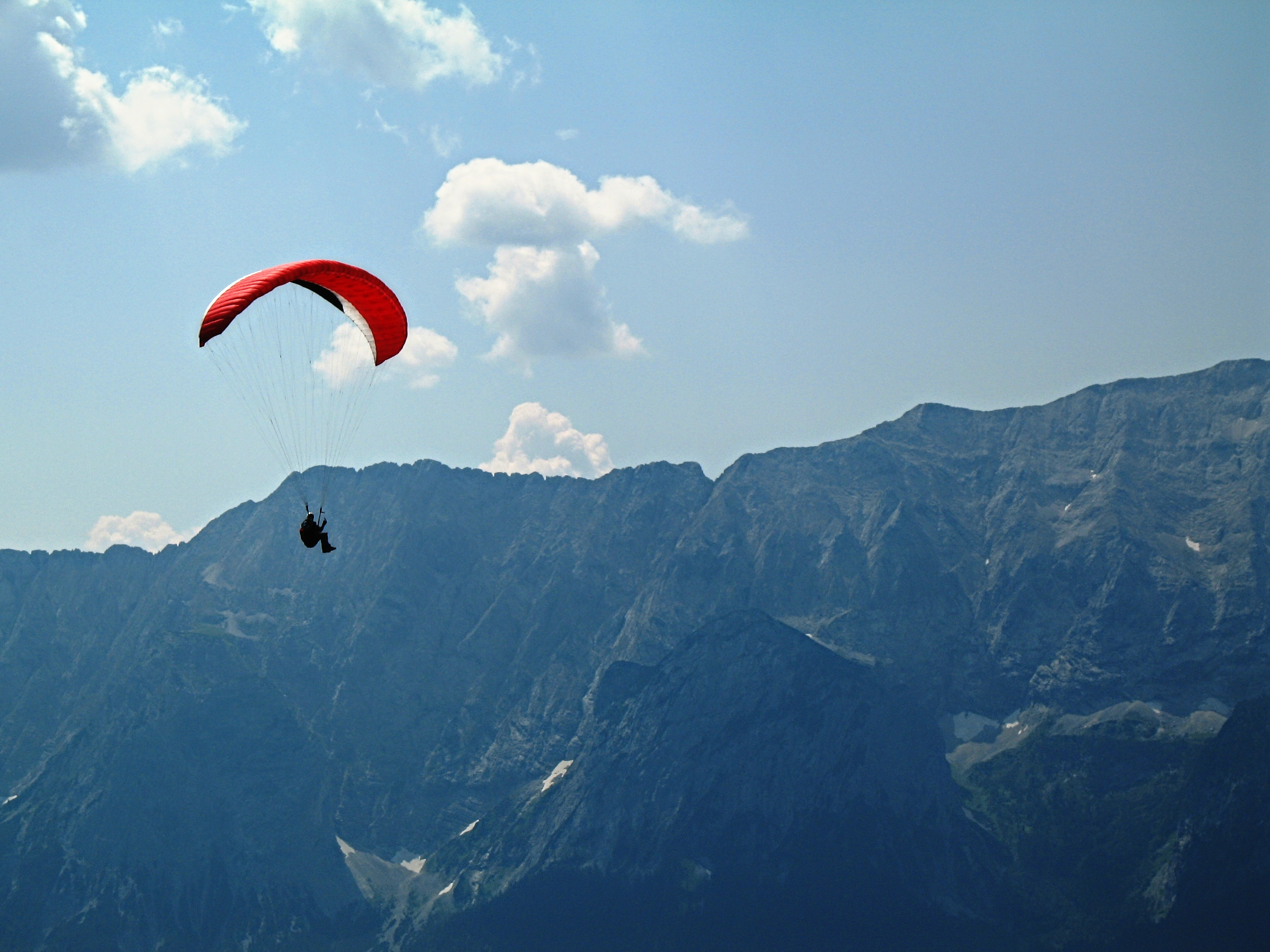
În imaginea aceasta se reprezintă un om zburând cu parapanta

Parapantismul sau zborul cu parapanta este un sport aeronautic recreativ sau competițional. Parapanta face parte din categoria aparatelor de zbor dirijabile ușoare. Acesta e individual. Insă e foarte riscant! 

## Echipamentul

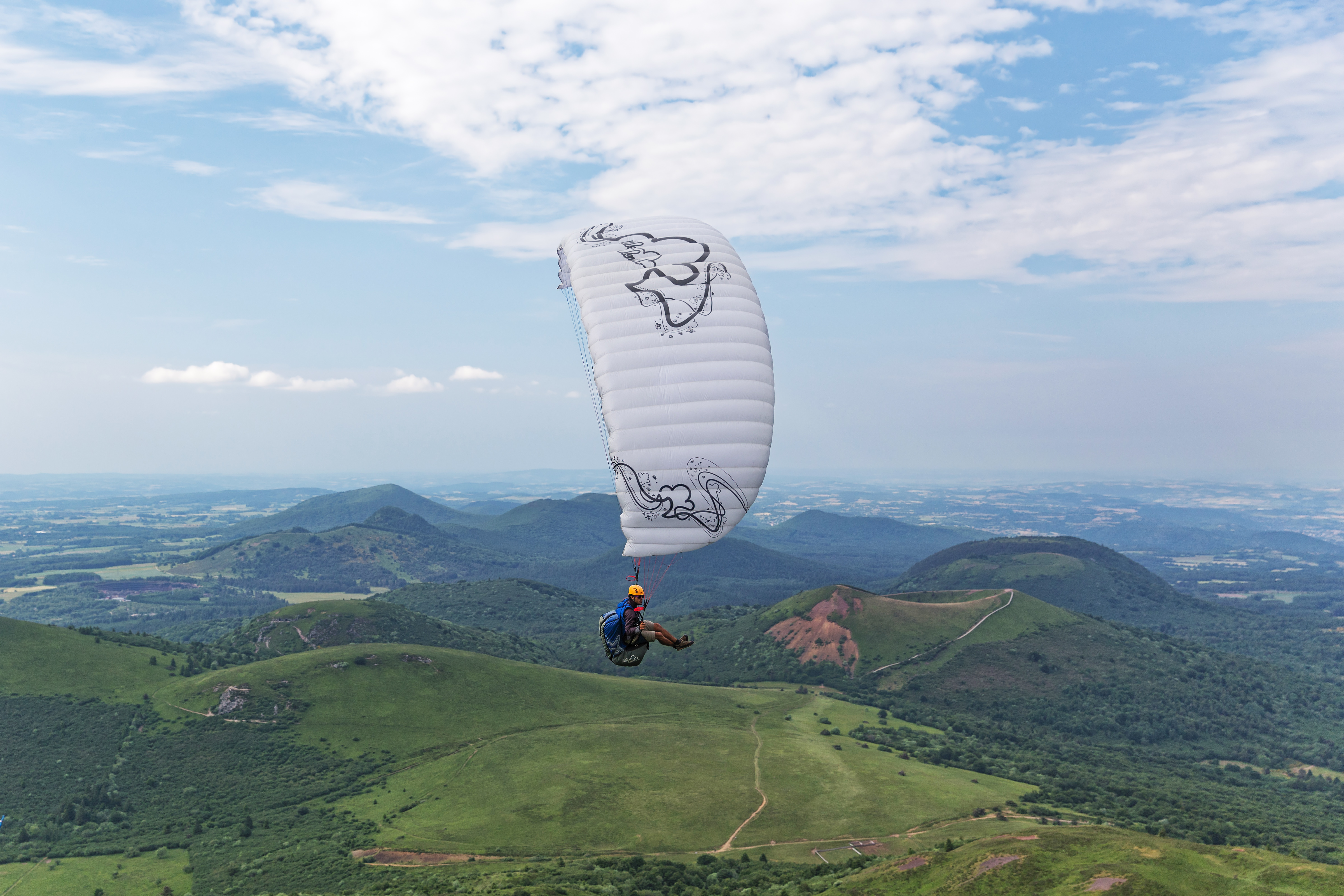

Echipamentul este format din: aripă, seletă, parașută de rezervă, cască, bocanci (cu gleznă - la aterizare exista pericolul ca pilotul sa calce stramb din cauza vitezei), geacă și pantaloni windstop (sau combinezon), mănuși, cagulă și aparatura de zbor (altivariometru sau GPS).

## Riscuri
Parapantismul este de multe ori privit ca un sport mai riscant decât este în realitate. Bineînțeles că există un mare potențial de rănire pentru cei ignoranți sau cei rău pregătiți. Siguranța în acest sport este direct proporțională cu îndemânarea și simțul pilotului. Este important de știut că aproape toate accidentele de zbor cu parapanta sunt datorate erorilor de pilotaj. Echipamentul de parapantism este foarte bine construit și dacă este folosit cu grijă nu va ceda niciodată. De exemplu, o parapantă obișnuită are 30 de corzi conectate la coloane și fiecare dintre ele este atât de rezistentă încât poate susține întreaga greutate a pilotului. Din punct de vedere aerodinamic parapantele noi, din afara categoriei celor avansate sau de competiție, tind să-și revină din majoritatea incidentelor fără intervenția pilotului. Dat fiind faptul că echipamentul omologat nu va ceda, se poate spune că parapantismul este un sport foarte sigur. Pilotul însuși este indicatorul nivelului său de siguranță în zbor.
În general pilotul bun nu va zbura în locuri care prezintă provocări (riscuri) nerezonabile pentru nivelul său de pregătire. Pilotul bun nu se va lăsa influențat de exemplele negative ale altora. Pilotul bun va zbura doar în zile cu vreme favorabilă pentru zbor. Turbulența în toate formele ei este dușmanul nr.1 al zborului cu parapanta. Deoarece parapantele nu au o structură solidă, forma lor poate fi deformată de către un curent descendent răzleț sau de ceva asemănător. Din acest motiv turbulența sau condițiile care favorizează turbulența sunt factorul principal pentru a stabili dacă vremea este potrivită pentru zbor.
Vremea care prezintă următoarele caracteristici trebuie evitată:
– viteză excesivă a vântului sau furtună. Majoritatea piloților nu vor decola în vânt cu viteză mai mare de 24 km/oră. Vânturile intense cresc efectul turbulenței mecanice. Condițiile de furtună fac decolările și aterizările periculoase și cresc șansele de prăbușire în timpul zborului.
– o direcție a vântului care nu permite decolarea sau aterizarea în contra sa. Decolările cu vânt din spate trebuie evitate cu orice cost. Asigurați-vă că vântul din față nu este de fapt un „rotor”. Rotorul are forma unei turbulențe mecanice.
– instabilitate atmosferică excesivă, indicată parțial de dezvoltarea (apariția) norilor de tip cumulus sau în cel mai rău caz formarea norilor cumulo-nimbus. Aceste condiții contribuie la turbulențe. Dacă sunt nori cumulo-nimbus (furtună) undeva în jur, poate exista efectul unei instabilități atmosferice chiar în locul unde ești.
– ploaie sau zăpadă. Deoarece parapanta este făcută din material țesut, aceasta are capacitatea de a absorbi umezeală. Greutatea unei aripi este critică pentru performanța acesteia. Astfel, dacă aripa absoarbe umezeală devine grea și poate opri zborul în orice moment. De asemenea este mai greu de controlat și instabilă.

## Record (involuntar) de altitudine
În februarie 2007, timp ce se antrena în Noul Wales de Sud pentru campionatul mondial de zbor cu parapanta, sportiva germană Ewa Wisnierska, în vârstă de 35 de ani, a fost prinsă în mijlocul unei furtuni de un puternic curent ascendent care a ridicat-o, într-o spirală strânsă, cu viteza ascensională de 20 m/s, până la altitudinea de 9947 m, unde temperatura este de -40 °C. Din cauza lipsei de oxigen, sportiva a leșinat în cursul ascensiunii. După circa o oră, acoperită cu gheață, și-a revenit din leșin la altitudinea de 6900 m, în timp ce cobora cu 30 m/s. A reușit să-și redreseze parapanta și a ajuns în viață la sol.

## În România
- Rimetea
- Uroi, jud Hunedoara
- Clopotiva, Hunedoara
- Brasov, Lempes, Bunloc, Poiana Brasov